# 金沙滩墓群
金沙滩墓群，位于山西省朔州市怀仁县城南25公里金沙滩镇第三作村西南1公里处，是中华人民共和国山西省文物保护单位之一。
1986年8月18日，授予山西省文物保护单位，是一座古墓葬。